# Ti Greg
Ernst Julme, connu sous le nom de Ti Greg (décédé le 22 mars 2024), était un chef de gang haïtien. Il aurait été le chef du gang Delmas 95.

## Biographie
En octobre 2021, Ti Greg a été arrêté par la police de Pétion-Ville et des agents de la Brigade Départementale d'Opération et d'Intervention (BOID).
En mars 2024, il s'est évadé de prison lors de l'évasion de la prison haïtienne de Port-au-Prince.
Associé de Jimmy Chérizier, Ti Greg a ensuite été abattu lors d'une opération policière en pleine crise haïtienne, le 22 mars 2024, à Pétion-Ville.